# Renin–angiotensinsystemet

Renin–angiotensinsystemet (RAS), eller renin–angiotensin–aldosteron-systemet (RAAS), är ett hormonsystem som reglerar blodtrycket i kroppen genom att förhindra lågt blodtryck med hjälp av en koordinerad effekt av hormonerna angiotensin och renin. Systemet är även viktigt för reglering av vätskebalansen i kroppen.
Lågt blodtryck uppfattas av njurens juxtaglomerulära apparat, vilket stimulerar njuren till frisättning av renin. Denna reninfrisättning startar en kaskad som genererar ökad vätskereabsorption, vilket leder till mindre urinvolymer. 
I blodet finns proteinet angiotensinogen, som tillverkas i levern och är ett förstadium till angiotensin. Renin fungerar som ett proteolytiskt enzym, och klyver angiotensinogenet i två delar. Den ena delen är det aktiva hormonet angiotensin I. Detta har dock endast svag effekt. Det finns ett enzym som heter angiotensinkonverterande enzym (ACE) som betonas finnas i lungkärlens endotel, dock finns det här enzymet i hela cirkulationen. Enzymet ACE omvandlar angiotensin I till det betydligt potentare angiotensin II. Hormonet angiotensin II har flera blodtryckshöjande effekter, bland annat:
- Sammandragning av de små blodkärlen.[1]
- Frisättning av aldosteron från binjurebarken, vilket stimulerar till ökat natrium- och vattenåterupptag i njuren.[1]
- ADH-frisättning från hypotalamus, vilket leder till ökad volym blodplasma.[1]

Angiotensin II-receptorer finns även i njurens mesangialceller, en kontraktil cell med förmåga att dra ihop kapillärnätet i njurglomeruli.
Det finns läkemedel som hämmar renin–angiotensinsystemet genom att angripa involverade receptorer eller enzym. Dessa används bland annat vid hypertoni, diabetes, hjärtsvikt och njursvikt. Exempel på läkemedel som hämmar renin–angiotensinsystemet (RAAS-hämmare) är läkemedelsgruppen ACE-hämmare som hämmar enzymet ACE, och angiotensin II-receptorblockare (ARB) som blockerar receptorerna för hormonet angiotensin II.